# Bob Green
Robert Green, detto Bob (Boston, 25 marzo 1960), è un ex tennista statunitense.

## Carriera
Scende in campo nel circuito principale la prima volta nel 1984, si fa notare con una serie di piazzamenti importanti tra cui le semifinali sia a Livingston che a Tel Aviv e soprattutto durante gli US Open raggiunge il quarto turno dopo aver superato gli incontri nel torneo di qualificazione, a fine stagione ha scalato la classifica fino al 39º posto e viene premiato dall'ATP come miglior esordiente.
L'anno dopo si presenta alle semifinali di San Francisco eliminando sulla sua strada la quarta testa di serie Eliot Teltscher mentre nel 1986 ha vinto il suo unico titolo in carriera, al Livingston Open in coppia con l'australiano Wally Masur.